# جان بنویل
ویلیام جان بنویل (به انگلیسی: William John Banville) در سال ۱۹۴۵ در وکس فورد ایرلند به دنیا آمد. او سیزده رمان منتشر کرده‌است. بنویل ساکن دوبلین است. او با نوشتنِ رمان دریا در سال ۲۰۰۵ جایزه ادبی من بوکر را از آن خود کرد.